# Tampico (Illinois)
Tampico – wieś położona w stanie Illinois w USA. W 2000 roku liczyła 772 mieszkańców.
W tej miejscowości urodził się 40. Prezydent Stanów Zjednoczonych Ronald Reagan.